# Lekrum

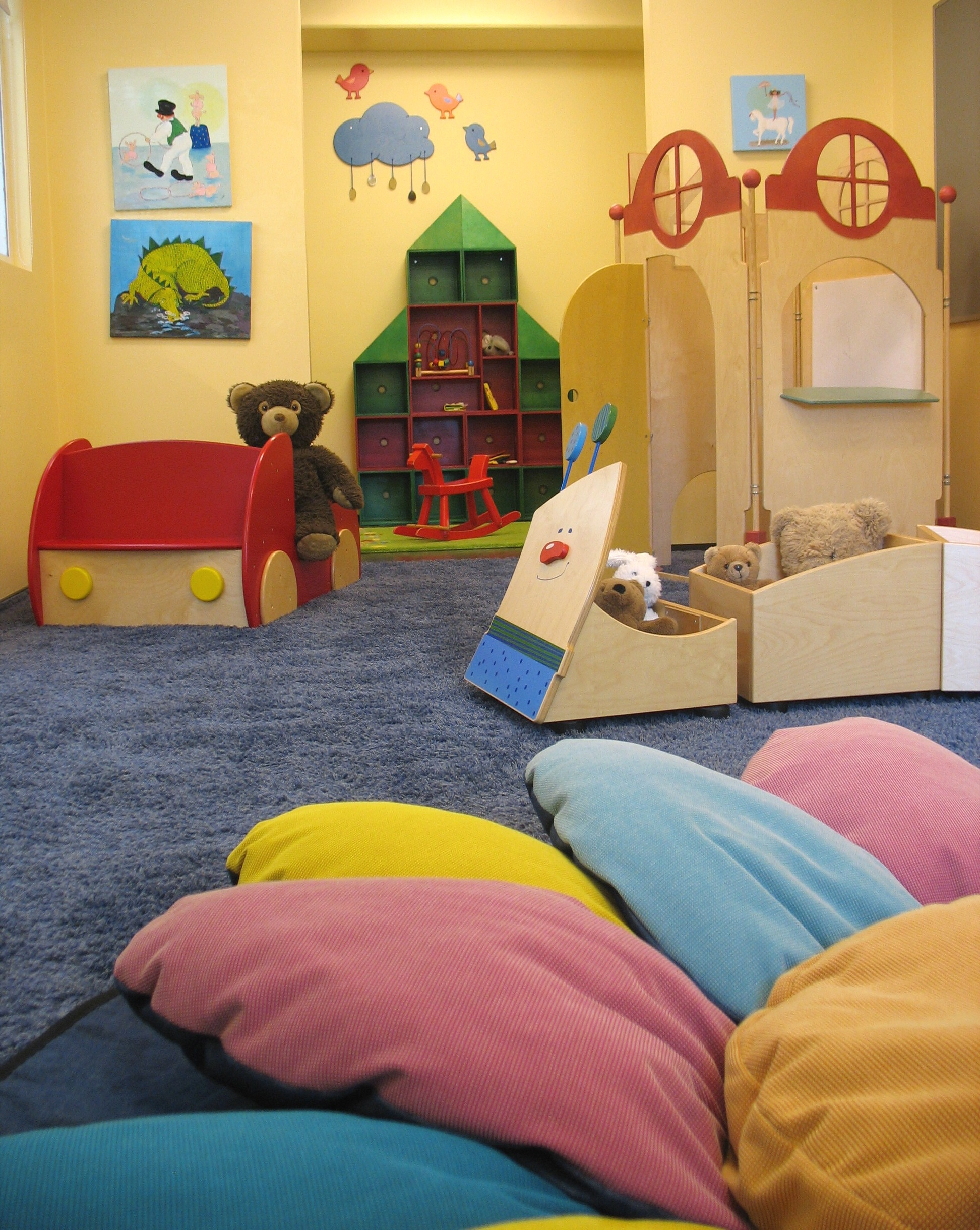
Ett lekrum på Grankulla bibliotek i Finland.

Ett lekrum är ett rum särskilt inrett och utrustat för att barn ska kunna leka där. Offentliga lekrum förekommer bland annat på förskolor, sjukhus, varuhus, restauranger, passagerarfärjor och tåg. Särskilda lekrum i privata hem är ovanligt, men kan förekomma. I privathem skiljer sig lekrummet från barnkammaren främst genom att lekrummet inte är avsett att sova i, vilket ger mer lekutrymme då säng saknas.

## Varianter
Ett kuddrum är en typ av lekrum som är särskilt vanligt på förskolor. Kuddrummet är försett med mjuka kuddar och dynor. Kuddrummet har i Sverige blivit något av en symbol för förskoleverksamhet.
Ett mysrum är en typ av lekrum i syfte att vara mysigt och är ofta avsett för lugnare aktiviteter, såsom avkoppling, läsning och sällskapsspel. Det är ofta inrett med former, färger och anpassningsbar belysning. I mysrummet kan det finnas en soffa eller en tjock madrass som man kan sitta och vila på.
En barnhörna är en barnavdelning, som kan bestå av lekhörna där barnen leker och/eller filmhörna där film för barn visas. Sådana är vanliga i varuhus så att föräldrarna kan gå och handla och titta ut varor i fred.

## Bildgalleri

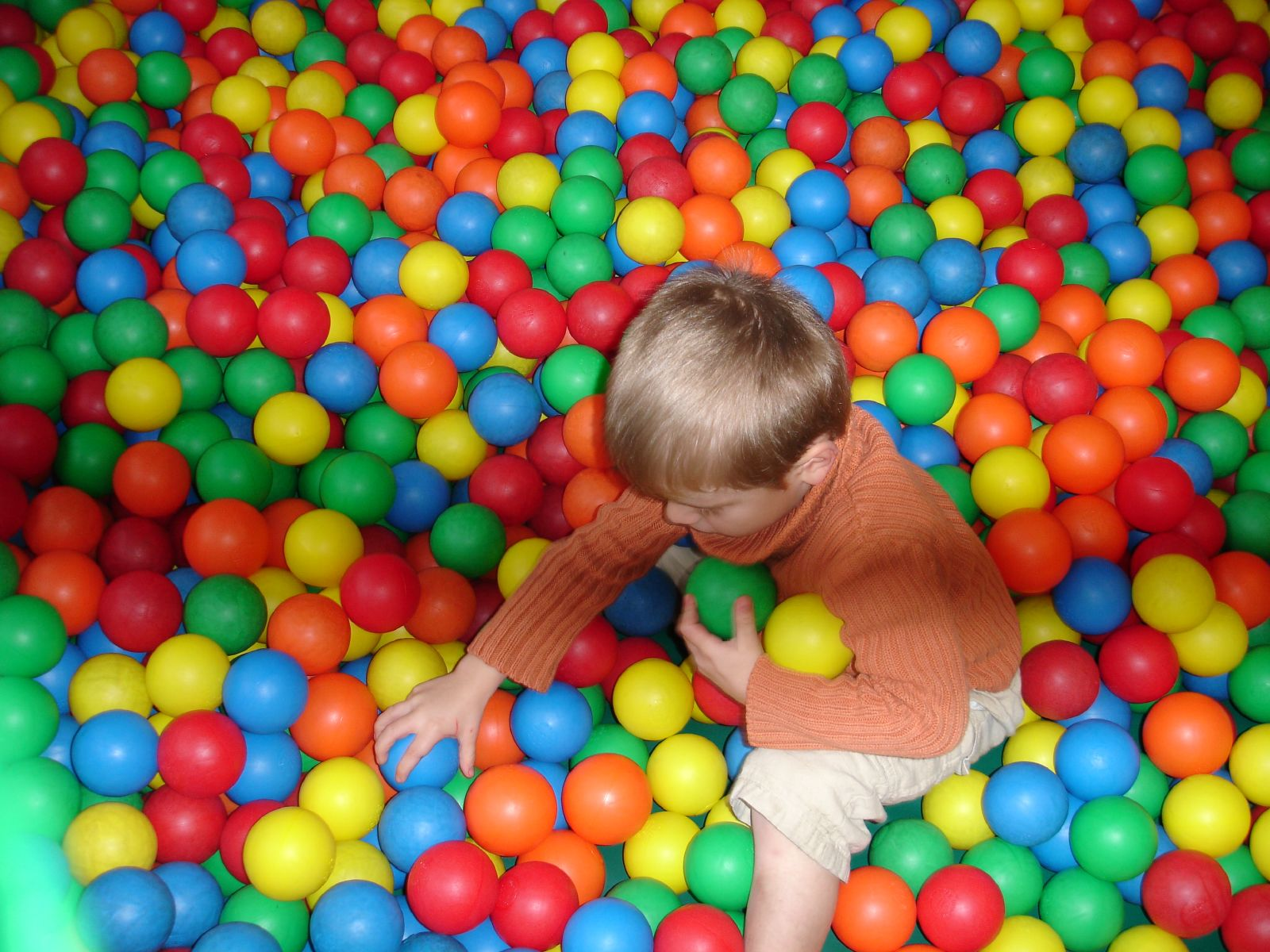
Bollhav är ett vanligt inslag i lekrum i större varuhus och passagerarfärjor.
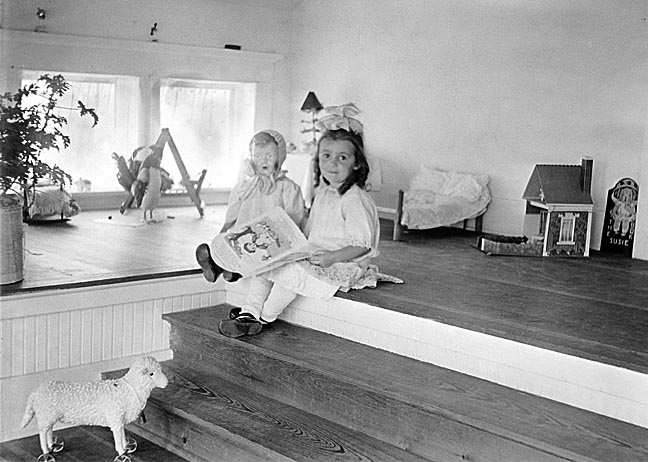
Flicka i lekrum i privathem i Nebraska, USA, 1914.
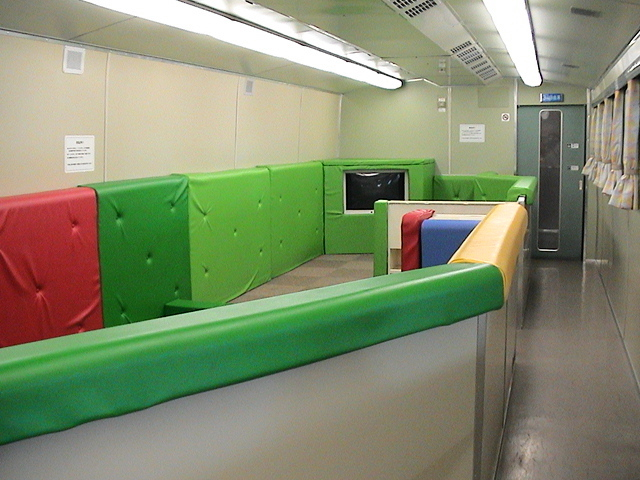
Lekrum i järnvägsvagn i Japan, december 2003.